# ساختار باغ
ساختار یک چیز نحوه ارتباط اجزای آن با یکدیگر است. در باغ‌ها، این اصطلاح را می‌توان به ساختار خاک یا طراحی کاشت اطلاق کرد، اما بیشتر برای سازه‌های ساخته‌شده از مواد سخت از جمله چوب، آجر، بتن، فلز، پلاستیک، شیشه و مواد دیگر استفاده می‌شود.
این دسته‌بندی موارد زیر را دربر می‌گیرد:
- ساختمان باغ
- استخر باغ
- آب‌نما
- راهروهای باغ
- فضای سبز
- دیواره سبز
- فنس‌ها
- دروازه
- میز پیک‌نیک
- دیوار سنگی
- پل زیگزاگی